# Sosa (métro de Séoul)
Pour l’article homonyme, voir Sosa.
Sosa (hangeul : 소사 ; hanja : 素砂, sous nommée (Université Théologique de Séoul)) est une station de correspondance; entre la la ligne 1 et la ligne Seohae du métro de Séoul. Elle est située, au 272 Sosa-ro, dans le quartier Sosa-dong de l'arrondissement Sosa-gu de la ville de Bucheon, incluse dans la province de Gyeonggi, à l'ouest de Séoul, en Corée du Sud.
Ouverte en 1997, elle est devenue une station de correspondance en 2018. Elle est desservie par les rames des services omnibus et express de la ligne 1 et par les rames du service omnibus de la ligne Seohae.

## Situation sur le réseau

Plan du réseau (2023)

La station Sosa est une station de correspondance entre la ligne 1 et la ligne Seohae du métro de Séoul :
sur la ligne 1, établie en aérien, Sosaest une station de passage située entre la station Yeokgok, en direction du terminus nord Yeoncheon, et la station Bucheon en direction du terminus sud-ouest Inchéon ;
sur la ligne Seohae, établie en souterrain Sosa est une station de passage située entre la station Stade de Bucheon, en direction du terminus nord Ilsan ou Sinhyeon, et la station Sosaeul, en direction du terminus sud Wonsi.

## Histoire
La station Sosa est mise en service le 30 avril 1997 sur la ligne Gyeongin (ko), sur une section déjà en service entre les stations Yeokgok et Bucheon,. Depuis, les lignes d'origine du parcours de la ligne 1 du métro de Séoul sont devenues des sections techniques de la ligne.
Elle devient une station de correspondance le 16 juin 2018, lors de l'ouverture à l'exploitation des 22 km de la section de Sosa à Wonsi de la nouvelle ligne Seohae. Sur cette ligne elle devient une station de passage de la ligne Seohae le 1er juillet 2023, lors de la mise en service de la deuxième section, de 18,3 km de Sosa à Daegok.

## Services aux voyageurs

### Accès et accueil
La station est située au 272 Sosa-ro, dans le quartier Sosa-dong. Elle dispose de sept bouches numérotées de 1 à 7. Les circulations entre les cinq niveaux qui séparent les quais aériens de la ligne 1 de ceux souterrains de la ligne Seohae sont équipés d'escaliers, d'escaliers mécaniques et d'assenseurs.

### Desserte

#### Station ligne 1
Sosa est desservie par les services omnibus et express de la ligne 1. Elle est équipée de deux quais centraux et quatre voies.

Installations
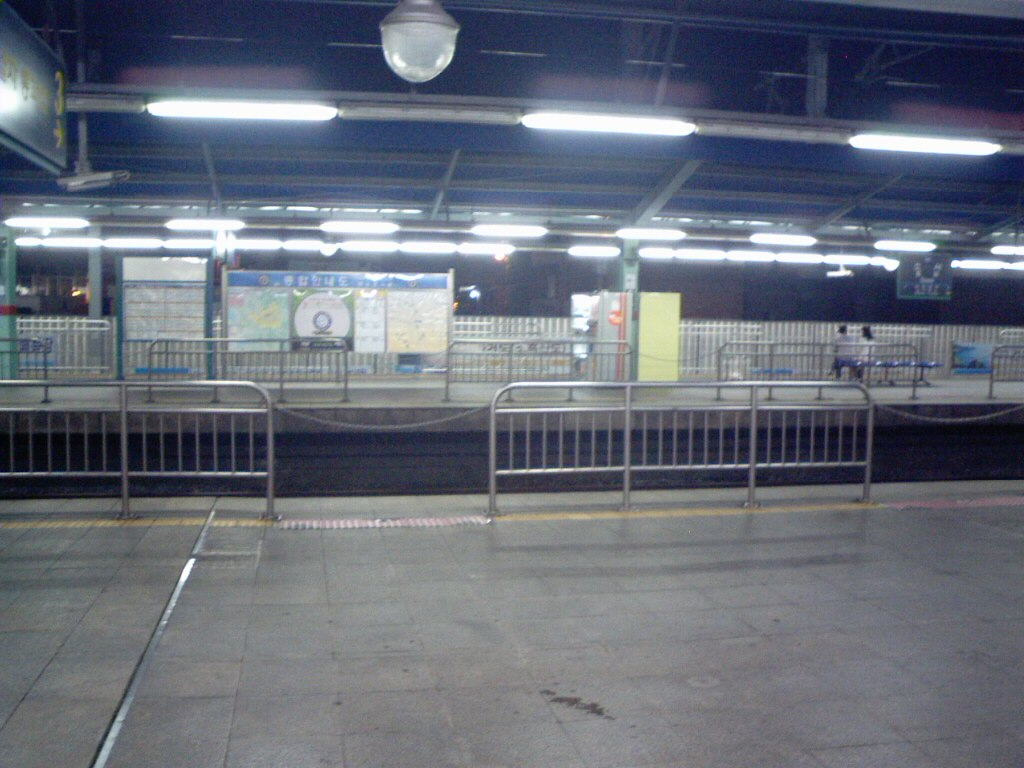
En 2008.
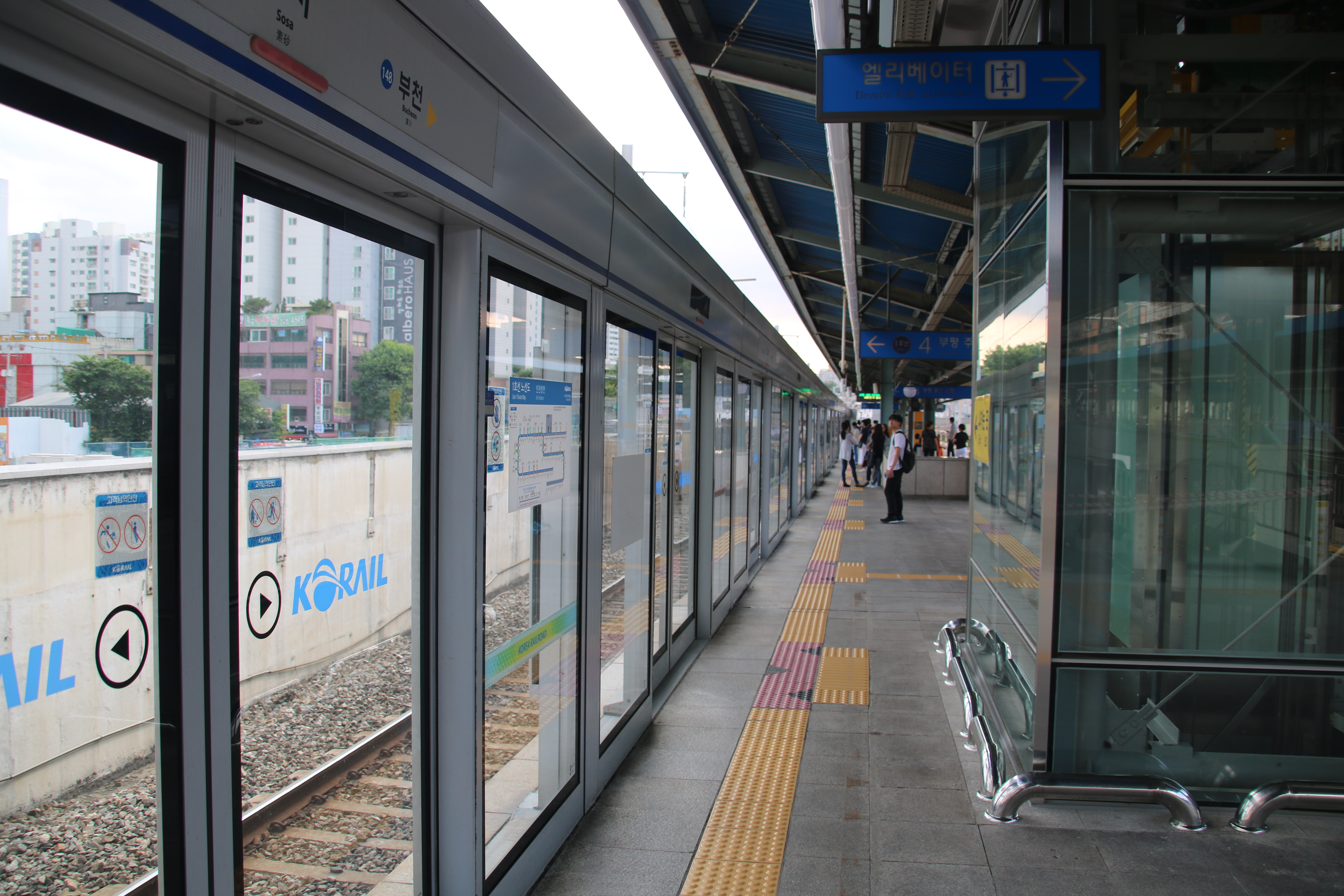
EN 2018.
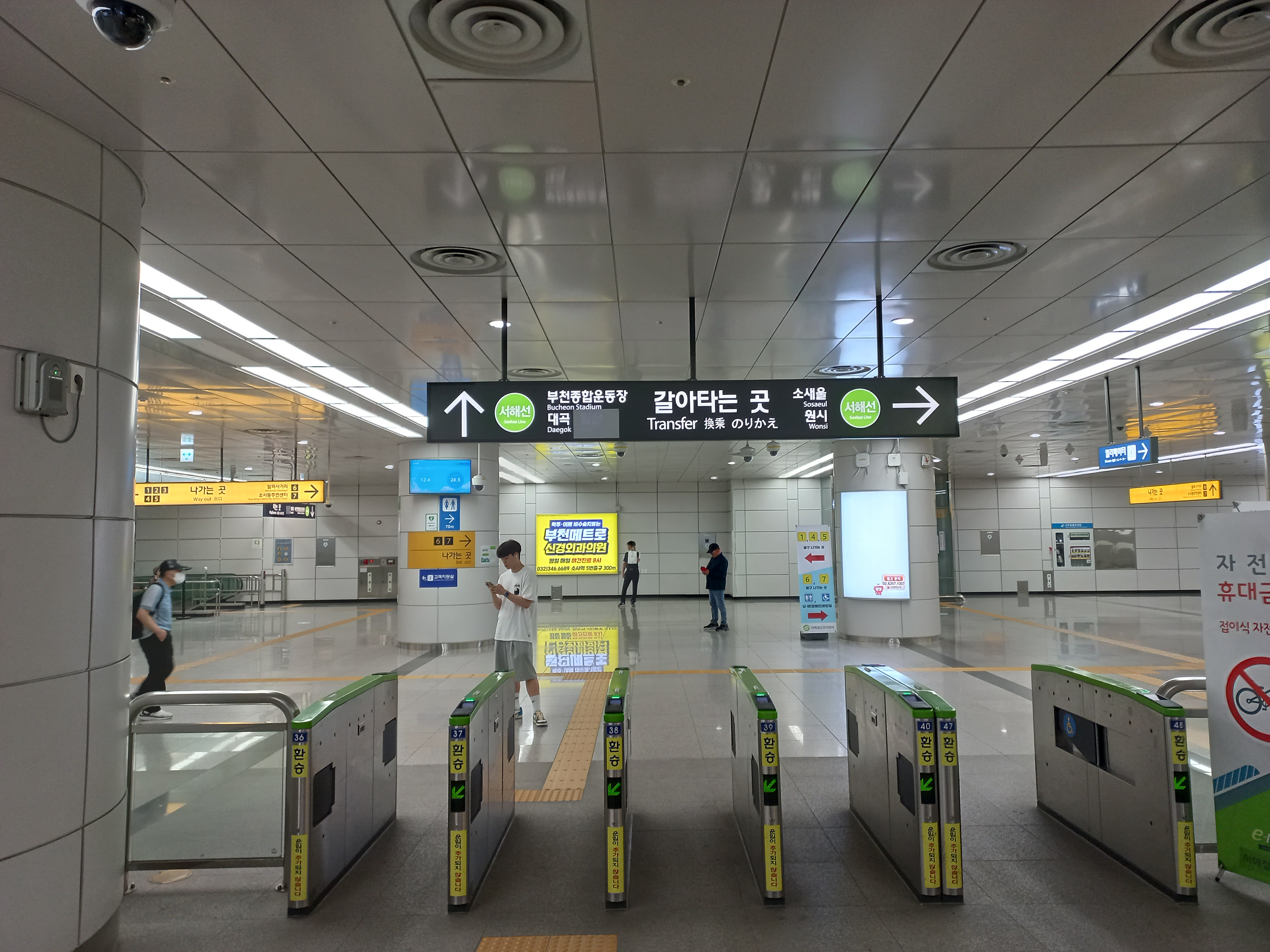
En 2023.

#### Station ligne Seohae
Sosa est desservie par les services omnibus et express de la ligne Seohae. Elle dispose de deux quais latéraux, équipés de portes palières.

Installations
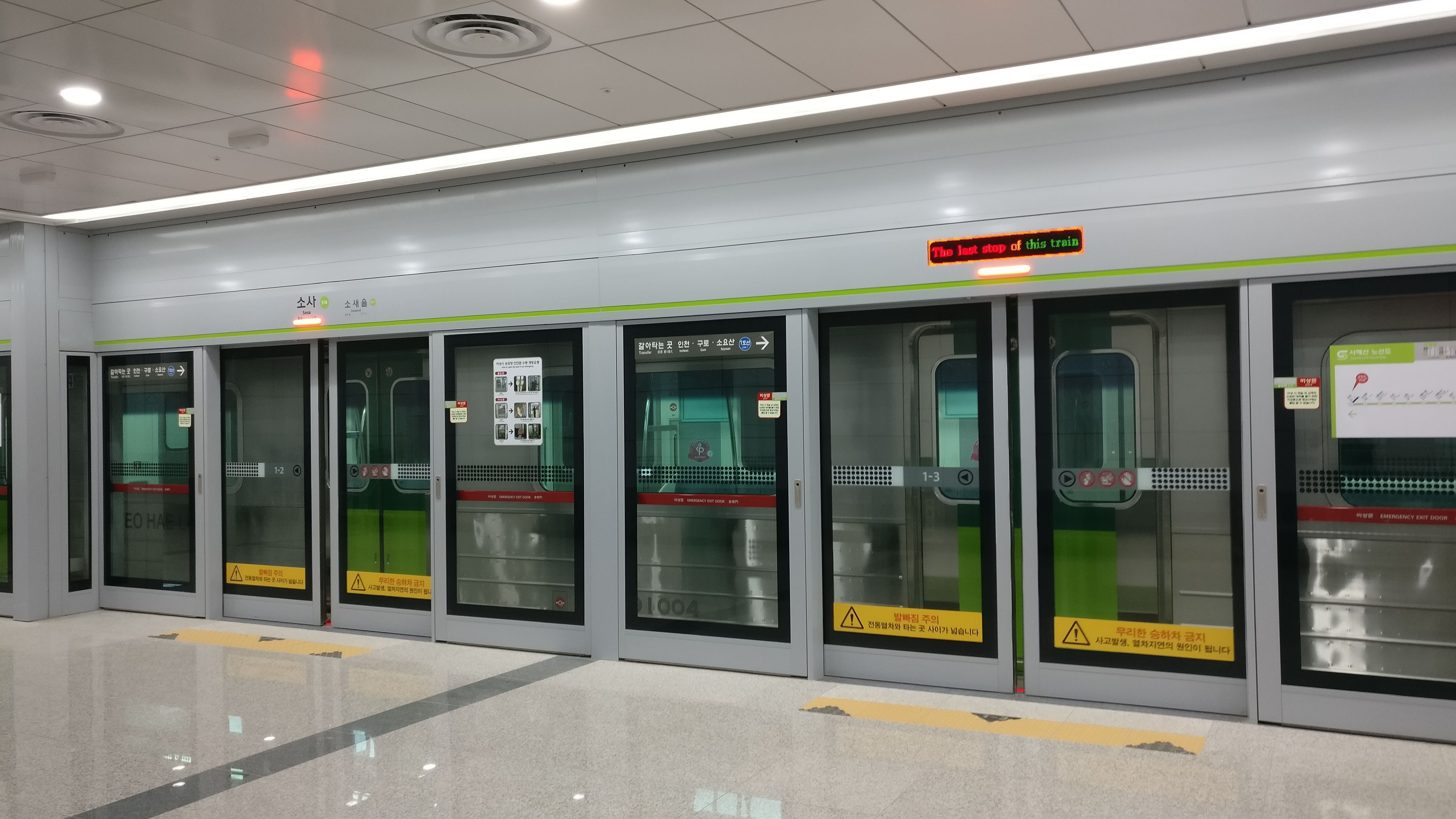
En 2018.
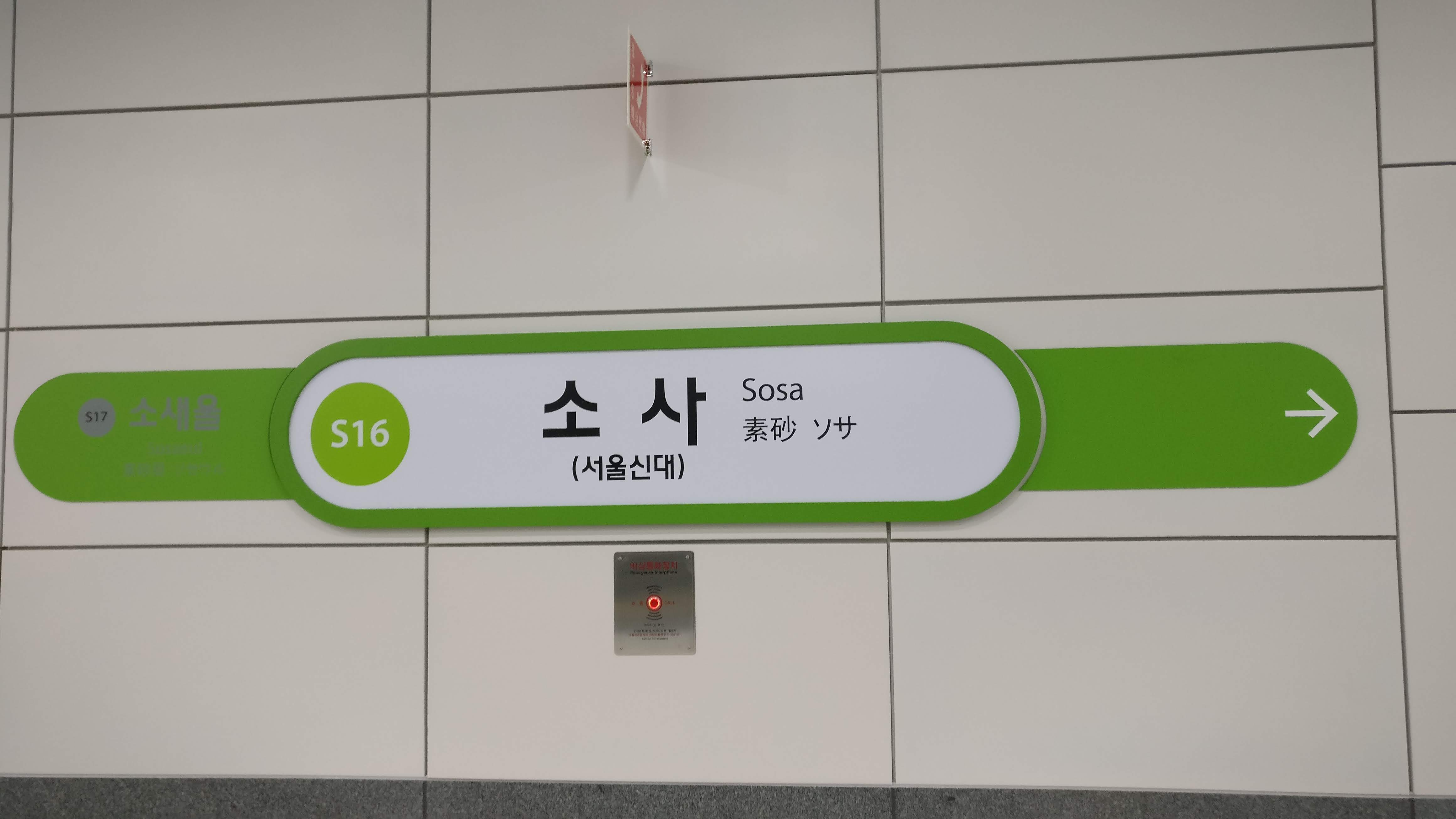
En 2018.
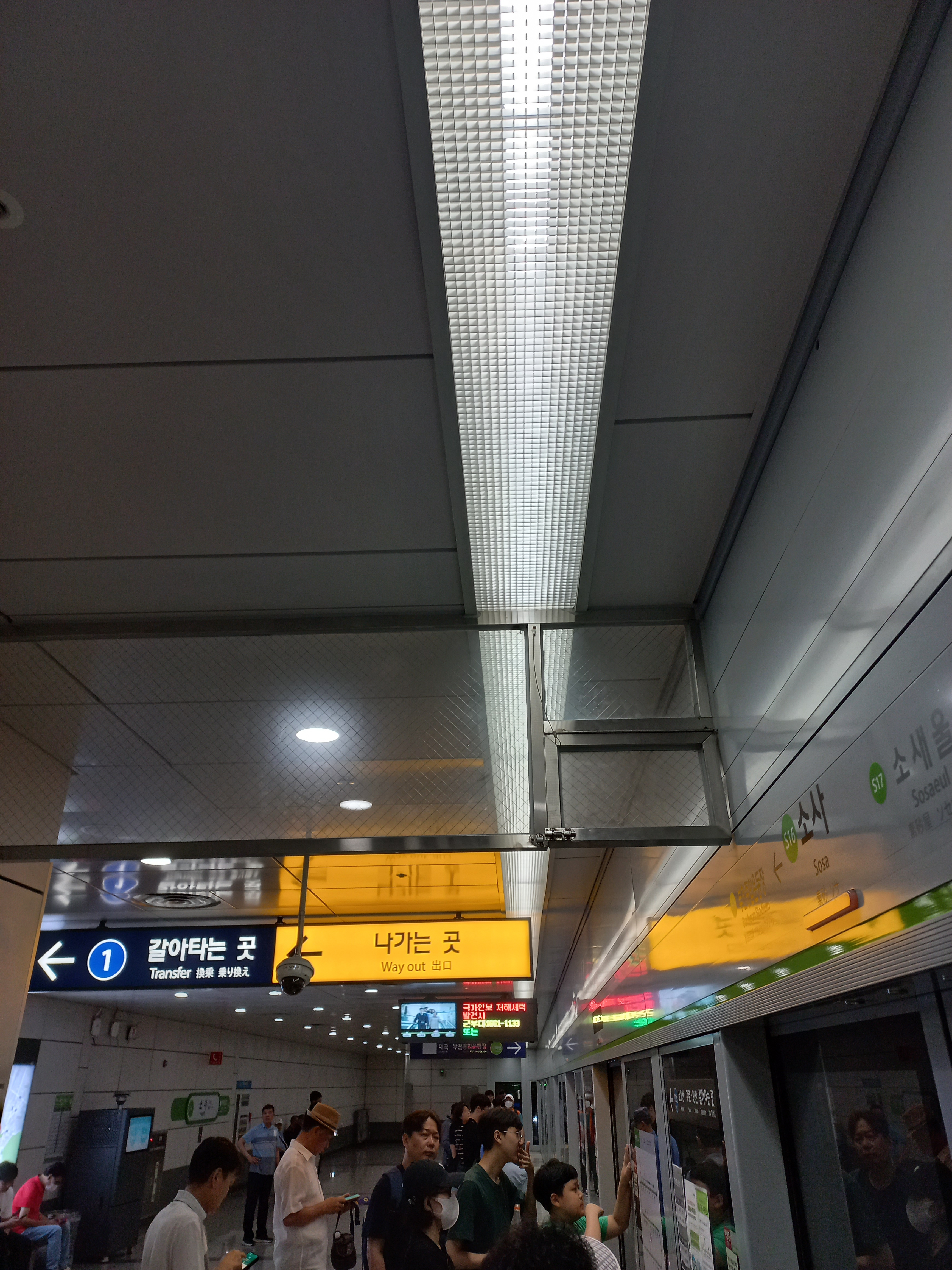
En 2023.

### Intermodalité
Des arrêts de bus sont situés à proximité..

## À proximité
Elle dessert notamment : l'université théologique de Séoul, le musée de l'arc de Bucheon, situé à côté du complexe sportif de Bucheon,.